# EID-Karte-Gesetz
Das eID-Karte-Gesetz trat als Artikel 1 des Gesetzes zur Einführung einer Karte für Unionsbürger und Angehörige des Europäischen Wirtschaftsraums mit Funktion zum elektronischen Identitätsnachweis sowie zur Änderung des Personalausweisgesetzes und weiterer Vorschriften am 1. November 2019 in Kraft. Die Bundesregierung hatte den Bundesländern im Gesetzgebungsverfahren zwar zugesichert, das Inkrafttreten des eID-Karte-Gesetzes auf den 1. November 2020 zu verschieben, was aber nicht umgesetzt wurde.
Das Gesetz ermöglicht nicht-deutschen Staatsangehörigen eines Mitgliedstaats der Europäischen Union oder eines Vertragsstaats des Abkommens über den Europäischen Wirtschaftsraum, in Deutschland eine Karte zum elektronischen Identitätsnachweis (eID-Karte) zu beantragen und zu nutzen.

## Gesetzeszweck
Das Gesetz will dem begünstigten Personenkreis einen verbesserten Zugang zu deutschen digitalen Verwaltungsleistungen (E-Government-Dienstleistungen) ermöglichen. Die für die Nutzung von Dienstleistungen nach dem Onlinezugangsgesetz erforderliche Online-Funktion im Ausweispapier stand bislang nur im Inland lebenden Bundesbürgern und Inhabern elektronischer Aufenthaltstitel (eAT) zu, die aber keine Bürger der EU oder des Europäischen Wirtschaftsraums (EWR) sind.